# Papuacedrus papuana
Papuacedrus papuana  — монотиповий рід хвойних рослин родини кипарисових. Рослини цього роду були виявлені в кінці еоцену-олігоцену (близько 38 мільйонів років тому) на Тасманії, і на початку міоцену (близько 20 мільйонів років тому) на півдні Нової Зеландії.

## Поширення, екологія
Країни проживання: Індонезія (Молуккські острови, Папуа); Папуа Нова Гвінея. Поширений в гірських районах острова Нова Гвінея на висоті від 900 до 3600 м над рівнем моря і на Молуккських о-вах. У нижніх гірських лісах зустрічається розсіяно з покритонасінними: на великих висотах він пов'язаний з іншими хвойними, таких як Araucaria cunninghamii, різними видами Dacrydium і Podocarpus.

## Морфологія
Це, як правило середніх і великих розмірів вічнозелене дерево 16–50 м заввишки (на великих висотах тільки кущ до 3 м висотою). Листки лускоподібні, ростуть в протилежних парах, бічні листки більші, 2–3 мм довжиною на зрілих дерев і довжиною до 20 мм на молодих дерев, лицьові листки менші, 1 мм на зрілих дерев і до 8 мм на молодих дерев. Шишки довжиною 1–2 см, з 4 лусками, з невеликої, стерильної пари, і більшої родючої пари; родючі луски несуть по два крилатих насіння. Насіння еліптичне, часто косе, 1,5–2,5 на 1–2 мм, з широко-довгастими, часто косими, 4–6 на 2–3 мм, округлими або тупими крилами.

## Використання
Деревина локально використовуються для будівництва будинків; Листи з корою можуть бути використані для покрівельного матеріалу.

## Загрози та охорона
Заготівля і перетворення лісу в сільське господарство в деяких частинах ареалу справили обмежений вплив. Зустрічається в кількох ПОТ.